# Горняк
Горня́к (рос. Горняк) — місто, центр Локтівського району Алтайського краю, Росія. Адміністративний центр та єдиний населений пункт Горняцького міського поселення.

## Населення
Населення — 13918 осіб (2010; 15779 у 2002).